# Coreografia

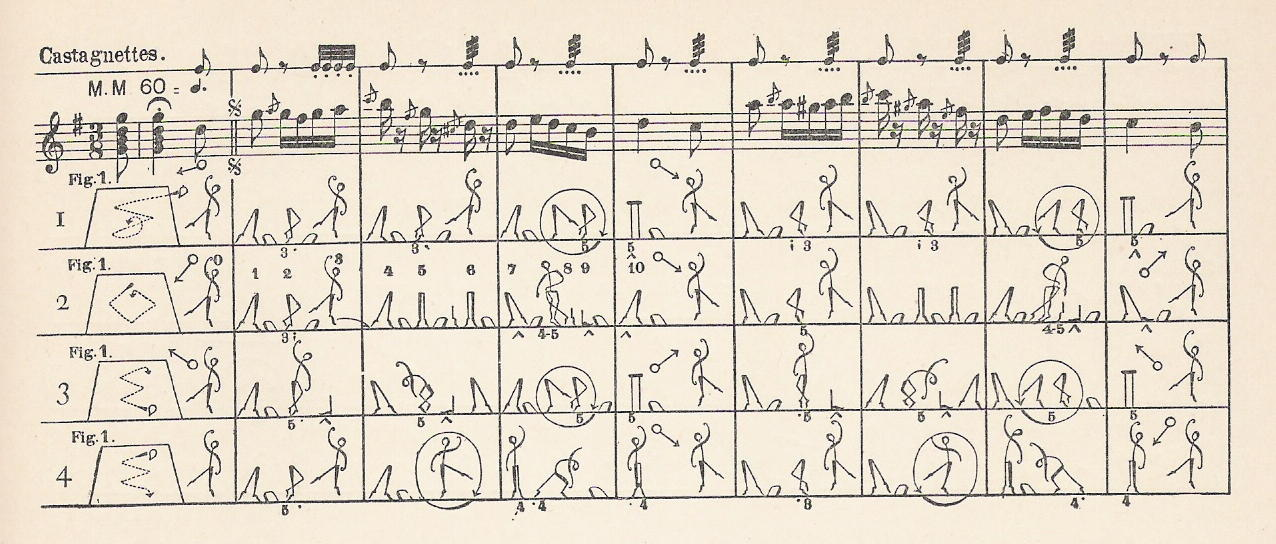
Coreografia per la danza spagnola Cachucha, descritta usando la notazione di danza

La coreografia è l'arte di comporre le danze e i balletti, principalmente per la scena, per mezzo di passi e figurazioni. L'autore delle coreografie è il coreògrafo.
Il termine è di origine greca ed è composto da choreia ("danza") e graphè ("scrittura").

## Storia

### Età antica
Già nelle danze primitive si rintracciarono i precursori dell'arte coreografica, con le figure del cerchio e della linea aperta che consentivano balli collettivi organizzati. Basti pensare al cerchio a spirale tipico delle danze estatiche, mentre le danze celebrative prediligevano le danze a file parallele o a catena.
Se gli antichi Egizi danzavano attorno all'altare in modo circolare per rispettare i movimenti degli astri o ricordare lo Zodiaco, i greci rafforzarono l'importanza della coreografia istituendo la figura del 'corodidascalo', con il compito di dirigere le evoluzioni e la mimica dei coreuti.

### Età moderna
Dopo un lungo periodo di oscurità per la coreografia nel mondo occidentale, a causa dell'avversione della Chiesa nei confronti della danza, intorno al XV secolo vennero diffusi i primi trattati dove si dettavano le regole per i passi e le figure: De arte saltandi et choreas ducendi (1450 circa) di Domenico da Piacenza (o da Ferrara), De pratica seu arte tripudii vulgare opusculum (1463) di Guglielmo Ebreo da Pesaro e il Libro dell'arte del danzare (1455) di Antonio Cornazzano. Nel 1489 il conte Bergonzio Botta ideò una pregevole coreografia per uno dei cosiddetti "balli conviviali", che si eseguivano durante i banchetti di corte.
Nel XVI secolo, la prima scuola di ballo nobile milanese istruì Baltazarini di Belgioioso, che presso la corte francese di Caterina de' Medici ideò nel 1581 uno dei primi esempi di balletto nel senso moderno del termine, denominato Ballet comique de la Reine.
Il primo a utilizzare il termine "coreografia" fu il maestro di ballo Raoul-Auger Feuillet nel trattato da lui pubblicato nel 1700, intitolato appunto Chorégraphie, ou l'Art de décrire la dance par caractères, figures et signes démonstratifs (tr.: Coreografia, o l'Arte di descrivere la danza per mezzo di caratteri, figure e segni dimostrativi). Il termine in questo caso designava il sistema di notazione della danza ideato da Pierre Beauchamp, maestro di danza alla corte di Re Sole, e descritto nella pubblicazione curata dal Feuillet. Con questo sistema per la prima volta i balletti potevano essere trascritti, anche se solo riguardo ai movimenti delle gambe e ai percorsi dei danzatori nello spazio, ponendo una chiara associazione fra il motivo musicale e le figure danzanti.
Nel XIX secolo il termine è passato a indicare l'arte di comporre i balletti, sostituendo quello precedentemente usato di maître de ballet.

### Età contemporanea
Nel XX secolo il fenomeno che ha reinventato la coreografia evolvendola in chiave moderna è stato quello dei Ballets Russes di Sergej Djagilev e Michail Fokin nel 1914 ha i principi del coreografo moderno sintetizzabili in una sorta di 'discorso unitario' in cui la coreografia prevedeva una forte osmosi con la mimica, la danza, la musica, i costumi e la scenografia.
Nel 1935 il danzatore e coreografo Serge Lifar ha pubblicato il suo Manifeste du chorégraphe (Manifesto del coreografo), nel quale ha rivendicato a questo ruolo uno statuto di «concetto», pari a quello del regista teatrale. Qualche anno più tardi Lifar ha proposto di modificarne l'appellativo in choréauteur (coreoautore), per liberare i termini «coreografia» e «coreografo» dalla loro ambiguità.
Al giorno d'oggi, la danza contemporanea ripropone la questione dell'autore delle opere e si tende a considerare sempre più i mestieri del coreografo e dell'interprete come diversi e complementari.
L'importanza assunta dal coreografo nel pattinaggio artistico è cresciuta nel tempo fino a essere riconosciuta ufficialmente dall'ISU nel 2020, con l'assegnazione di un premio per il miglior coreografo in una delle sette categorie dei neonati ISU Skating Award.

## Significato e sfumature del termine
Fino agli Enciclopedisti e al Dictionnaire de la danse di Charles Compan (1787) il termine stava a indicare «l'arte di scrivere la danza» e nel 1810 Jean-Georges Noverre ne parlava ancora come di una disciplina che «smorza il genio del compositore di balletto».
Solo nel XIX secolo il termine si è cominciato a riferire al creatore dei balletti, a colui che «inventa» le figure e i passi di danza. Il primo a farne uso è stato Carlo Blasis nel 1820, ma con scarso successo. Si parlava più volentieri di «maestro di ballo» o di «compositore», dato che i danzatori solisti avevano l'abitudine di sistemare da sé le loro variazioni.
Nella seconda metà del Novecento George Balanchine ha introdotto il termine «choreographer» nella commedia musicale e nel cinema americani, al posto di «dance director».

## Opera coreografica nel diritto d'autore italiano
L'opera coreografica è tutelata dal diritto d'autore italiano. L'art. 2 comma n. 3 della legge sul diritto d'autore (L. 663/1941) prevede che siano tutelate "[...]le opere coreografiche e pantomimiche, delle quali sia fissata la traccia per iscritto o altrimenti;[...]".
La particolarità della tutela è data proprio dal requisito della fissazione dell'opera e della sua forma espressiva, la quale può essere sia per iscritto, sia attraverso altri metodi, come una videoregistrazione dell'esecuzione.
La S.I.A.E. ha aperto sul suo sito internet, una sezione specializzata per l'intermediazione dei diritti sulle opere coreografiche, "Lirica e Balletto", che permette di richiedere licenze d'uso, incassare i compensi dovuti dagli utilizzatori per lo sfruttamento delle opere e la ripartizione e liquidazione agli aventi diritto dei proventi incassati. Per le opere di tipo coreografico, è abituale il deposito in S.I.A.E di una registrazione video che consenta l'immediata e completa individuazione.